# Illuminate World Tour
El Illuminate World Tour es la tercera gira de conciertos de Shawn Mendes, en apoyo a su segundo álbum de estudio Illuminate (2016). La gira comenzó en Glasgow, Escocia el 27 de abril de 2017 y finalizó el 18 de diciembre de 2017 en Tokio, Japón. Hasta el momento, Mendes ha anunciado 61 fechas divididas en Europa, América del Norte, Latinoamérica, Oceanía y Asia de la cual una fue un éxito, llego a los más de 5 millones de espectadores en Toronto, Canadá.

## Antecedentes y desarrollo
Después de un gran éxito de Shawn Mendes World Tour, Mendes está encabezando su primera gira de toda la arena. Mendes dará inicio a su gira por Europa para 21 espectáculos, y recorrerá América del Norte durante 29 espectáculos.
El 22 de febrero de 2017, Charlie Puth fue anunciado como el acto de apertura para la etapa norteamericana de la gira, y Rock in Rio anunció a Mendes como intérprete del festival en Río de Janeiro.
El 19 de septiembre de 2017, se produjo un Terremoto en México, causando daños graves e impidiendo que Mendes se presente en dicho país al día siguiente, además de ser el primer show cancelado en la carrera musical de dicho artista.
Mensaje de Shawn Mendes sobre la cancelación en México:
Mis más profundas condolencias están con los afectados por el terremoto en México hoy. Por desgracia, debido a las circunstancias, no podremos continuar con el show en la Ciudad de México programado para mañana. Mi amor está con todos ustedes y prometo que volveré.

## Actos de apertura
Primera etapa (Europa)
- James TW - (27 de abril de 2017 - 2 de junio de 2017)

Segunda etapa (América del Norte)
- Charlie Puth - (6 de julio de 2017 - 23 de agosto de 2017)

Cuarta etapa (Oceanía)
- Julia Michaels - (25 de noviembre de 2017 - 6 de diciembre de 2017)

## Repertorio
1. "There's Nothing Holdin' Me Back"
2. "Lights On"
3. "I Don't Even Know Your Name" / "Aftertaste" / "Kid in Love" / "I Want You Back" (The Jackson 5 cover)
4. "The Weight"
5. "A Little Too Much"
6. "Stitches"
7. "Bad Reputation"
8. "Ruin"
9. "Castle on the Hill" (Ed Sheeran cover)
10. "Life of the Party"
11. "Three Empty Words"
12. "Patience"
13. "Roses"
14. "No Promises"
15. "Understand"
16. "Don't Be a Fool"
17. "Mercy"
18. "Never Be Alone"

Encore
1. "Treat You Better"

| Repertorio de Rock in Rio |
| --- |
| 1. "There's Nothing Holdin' Me Back" 2. "Lights On" 3. "Stitches" 4. "Bad Reputation" 5. "Ruin" 6. "Castle on the Hill" (Ed Sheeran cover) / "Life of the Party" 7. "Don't Be a Fool" 8. "Understand" 9. "Mercy" 10. "Never Be Alone" 11. "Use Somebody" / "Treat You Better" |

Referencia:

## Fechas
| Fecha                    | Ciudad           | País           | Recinto                           | Entradas vendidas / Disponibles | Recaudación |
| Europa                   | Europa           | Europa         | Europa                            | Europa                          | Europa      |
| ------------------------ | ---------------- | -------------- | --------------------------------- | ------------------------------- | ----------- |
| 27 de abril de 2017      | Glasgow          | Reino Unido    | The Hydro                         | 11,143 / 11,143                 | $573,111    |
| 28 de abril de 2017      | Mánchester       | Reino Unido    | Manchester Arena                  | 14,899 / 14,899                 | $749,022    |
| 30 de abril de 2017      | Oberhausen       | Alemania       | König Pilsener Arena              | 10,271 / 10,271                 | $534,232    |
| 1 de mayo de 2017        | Ámsterdam        | Países Bajos   | Ziggo Dome                        | 12,376 / 12,376                 | $568,762    |
| 3 de mayo de 2017        | Berlín           | Alemania       | Mercedes-Benz Arena               | 11,817 / 11,817                 | $590,190    |
| 4 de mayo de 2017        | Viena            | Austria        | Wiener Stadthalle                 | 10,725 / 10,725                 | $557,400    |
| 6 de mayo de 2017        | Milán            | Italia         | Mediolanum Forum                  | 9,531 / 9,531                   | $512,040    |
| 9 de mayo de 2017        | Madrid           | España         | WiZink Center                     | 7,982 / 7,982                   | $474,788    |
| 10 de mayo de 2017       | Lisboa           | Portugal       | MEO Arena                         | 12,474 / 12,474                 | $606,913    |
| 12 de mayo de 2017       | Barcelona        | España         | Palau Sant Jordi                  | 11,202 / 11,202                 | $644,300    |
| 14 de mayo de 2017       | Zúrich           | Suiza          | Hallenstadion                     | 12,063 / 13,000                 | $799,372    |
| 15 de mayo de 2017       | Múnich           | Alemania       | Olympiahalle                      | 10,990 / 10,990                 | $568,347    |
| 17 de mayo de 2017       | Estocolmo        | Suecia         | Ericsson Globe                    | 11,342 / 11,342                 | $624,676    |
| 19 de mayo de 2017       | Bærum            | Noruega        | Telenor Arena                     | 8,007 / 8,007                   | $700,236    |
| 21 de mayo de 2017       | Copenhague       | Dinamarca      | Forum Copenhagen                  | 7,038 / 7,038                   | $444,581    |
| 22 de mayo de 2017       | Hamburgo         | Alemania       | Barclaycard Arena                 | 11,985 / 12,988                 | $633,485    |
| 24 de mayo de 2017       | París            | Francia        | AccorHotels Arena                 | 11,037 / 11,037                 | $722,458    |
| 25 de mayo de 2017       | Bruselas         | Bélgica        | Palais 12                         | 9,242 / 9,242                   | $452,694    |
| 30 de mayo de 2017       | Dublín           | Irlanda        | 3Arena                            | 8,674 / 8,674                   | $641,209    |
| 1 de junio de 2017       | Londres          | Reino Unido    | The O2 Arena                      | 31,942 / 32,228                 | $1,535,870  |
| 2 de junio de 2017       | Londres          | Reino Unido    | The O2 Arena                      | 31,942 / 32,228                 | $1,535,870  |
| Norteamérica             |                  |                |                                   |                                 |             |
| 6 de julio de 2017       | Portland         | Estados Unidos | Moda Center                       | 12,718 / 12,718                 | $563,506    |
| 8 de julio de 2017       | Vancouver        | Canadá         | Rogers Arena                      | 11,944 / 12,578                 | $658,946    |
| 9 de julio de 2017       | Seattle          | Estados Unidos | KeyArena                          | 11,655 / 11,827                 | $571,611    |
| 11 de julio de 2017      | Oakland          | Estados Unidos | Oracle Arena                      | 13,798 / 13,798                 | $797,363    |
| 12 de julio de 2017      | Los Ángeles      | Estados Unidos | Staples Center                    | 13,445 / 13,610                 | $812,975    |
| 14 de julio de 2017      | San Diego        | Estados Unidos | Valley View Casino Center         | 10,354 / 10,486                 | $507,726    |
| 15 de julio de 2017      | Glendale         | Estados Unidos | Gila River Arena                  | 13,310 / 13,310                 | $584,916    |
| 17 de julio de 2017      | Denver           | Estados Unidos | Pepsi Center                      | 11,958 / 12,286                 | $532,151    |
| 19 de julio de 2017      | Dallas           | Estados Unidos | American Airlines Center          | 12,996 / 13,434                 | $680,395    |
| 21 de julio de 2017      | San Antonio      | Estados Unidos | AT&T Center                       | 13,310 / 13,310                 | $573,043    |
| 22 de julio de 2017      | Houston          | Estados Unidos | Toyota Center                     | 11,748 / 11,748                 | $580,149    |
| 25 de julio de 2017      | Tampa            | Estados Unidos | Amalie Arena                      | 12,479 / 12,479                 | $552,602    |
| 26 de julio de 2017      | Miami            | Estados Unidos | American Airlines Arena           | 13,177 / 13,177                 | $629,472    |
| 28 de julio de 2017      | Orlando          | Estados Unidos | Amway Center                      | 12,233 / 12,233                 | $619,430    |
| 29 de julio de 2017      | Duluth           | Estados Unidos | Infinite Energy Arena             | 10,319 / 10,319                 | $582,086    |
| 31 de julio de 2017      | Nashville        | Estados Unidos | Bridgestone Arena                 | 13,558 / 13,558                 | $718,875    |
| 2 de agosto de 2017      | Cleveland        | Estados Unidos | Quicken Loans Arena               | 12,811 / 12,811                 | $636,823    |
| 3 de agosto de 2017      | Rosemont         | Estados Unidos | Allstate Arena                    | 13,000 / 13,000                 | $761,528    |
| 5 de agosto de 2017      | Omaha            | Estados Unidos | CenturyLink Center                | 12,456 / 12,456                 | $571,515    |
| 6 de agosto de 2017      | Saint Paul       | Estados Unidos | Xcel Energy Center                | 14,105 / 14,105                 | $766,872    |
| 11 de agosto de 2017     | Toronto          | Canadá         | Air Canada Centre                 | 27,972 / 27,972                 | $1,579,750  |
| 12 de agosto de 2017     | Toronto          | Canadá         | Air Canada Centre                 | 27,972 / 27,972                 | $1,579,750  |
| 14 de agosto de 2017     | Montreal         | Canadá         | Centre Bell                       | 15,427 / 15,427                 | $963,863    |
| 16 de agosto de 2017     | Brooklyn         | Estados Unidos | Barclays Center                   | 13,687 / 13,687                 | $741,191    |
| 17 de agosto de 2017     | Newark           | Estados Unidos | Prudential Center                 | 12,541 / 12,541                 | $663,481    |
| 19 de agosto de 2017     | Washington D. C. | Estados Unidos | Verizon Center                    | 13,531 / 13,531                 | $741,522    |
| 20 de agosto de 2017     | Pittsburgh       | Estados Unidos | PPG Paints Arena                  | 12,989 / 12,989                 | $627,641    |
| 22 de agosto de 2017     | Filadelfia       | Estados Unidos | Wells Fargo Center                | 14,028 / 14,028                 | $731,611    |
| 23 de agosto de 2017     | Boston           | Estados Unidos | TD Garden                         | 13,065 / 13,065                 | $771,325    |
| Latinoamérica            |                  |                |                                   |                                 |             |
| 16 de septiembre de 2017 | Río de Janeiro   | Brasil         | Parque Olímpico de Río de Janeiro | Festival                        | Festival    |
| Oceania                  |                  |                |                                   |                                 |             |
| 25 de noviembre de 2017  | Auckland         | Nueva Zelanda  | Spark Arena                       | —                               | —           |
| 29 de noviembre de 2017  | Brisbane         | Australia      | Brisbane Enterainment             | 8,526 / 8,526                   | $558,964    |
| 1 de diciembre de 2017   | Sídney           | Australia      | Qudos Bank Arena                  | 12,747 / 12,931                 | $805,283    |
| 3 de diciembre de 2017   | Melbourne        | Australia      | Rod Laver Arena                   | 11,277 / 11,277                 | $764,253    |
| 6 de diciembre de 2017   | Perth            | Australia      | Perth Arena                       | 7,219 / 7,380                   | $456,597    |
| Asia                     |                  |                |                                   |                                 |             |
| 9 de diciembre de 2017   | Singapur         | Singapur       | The Star Performing Arts Centre   | —                               | —           |
| 11 de diciembre de 2017  | Bangkok          | Tailandia      | IMPACT Arena                      | —                               | —           |
| 13 de diciembre de 2017  | Hong Kong        | Hong Kong      | AsiaWorld-Expo                    | —                               | —           |
| 18 de diciembre de 2017  | Tokio            | Japón          | Tokyo International Forum         | —                               | —           |
| Total:                   | Total:           | Total:         | Total:                            | 600,874 / 605,013 (99.3%)       | $33,676,504 |

### Conciertos cancelados
| Fecha                    | Ciudad           | País   | Lugar              | Motivo               |
| ------------------------ | ---------------- | ------ | ------------------ | -------------------- |
| 20 de septiembre de 2017 | Ciudad de México | México | Auditorio Nacional | Terremoto en México. |